# 谢丽登·伯奇-洛佩斯
谢丽登·伯奇-洛佩斯（英語：Sheridan Burge-Lopez，1970年1月17日—），澳大利亚女子游泳运动员。她曾代表澳大利亚参加1990年英联邦运动会游泳比赛，获得一枚铜牌。他也曾参加1988年夏季奥林匹克运动会。